# 김미영 (만화가)
김미영(1973년 11월 25일~)은 대한민국의 만화가이다. 공주전문대 만화학과를 졸업하였고 만화동호회 '꿈꾸는 고치(COCOON)' 출신이며 1998년 만화잡지 윙크에서 단편 〈무지로소이다〉로 데뷔하였다.
2010년 현재 《기생충》을 인터넷매체에서 재연재하고 있다.

## 작품 목록

### 단편
| 작품명           | 잡지 게재       | 출판                | 특이사항 |
| ---------------- | --------------- | ------------------- | -------- |
| 무지로소이다     | 《윙크》 1998년 | 《야, 이노마!》 1권 | 데뷔작   |
| 뻘건 망토 아가씨 | 《윙크》        | 《야, 이노마!》 1권 |          |
| 건망증           | 《윙크》        | 《야, 이노마!》 1권 |          |
| 산타, 왜 안오나? | 《윙크》        | 《야, 이노마!》 1권 |          |
| TV 바보          | 《윙크》        | 《야, 이노마!》 2권 |          |
| 새해 24시        | 《윙크》        | 《야, 이노마!》 2권 |          |
| 즐거운 나의 집   | 《윙크》        | 《야, 이노마!》 2권 |          |

### 장편
| 작품명          | 잡지 게재                        | 출판  | 특이사항    |
| --------------- | -------------------------------- | ----- | ----------- |
| 야, 이노마!     | 《윙크》 1999년 ~ 2000년         | 전2권 |             |
| 빌 테면 빌어봐! | 《윙크》 2000년 8월 ~ 2002년 2월 | 전3권 |             |
| 왔다!           | 《윙크》 2002년 ~ 2004년         | 전4권 |             |
| 기생충(妓生衷)  | 스포츠투데이,                    | 단권  | 인터넷 연재 |

## 출판 목록
- 《야, 이노마!》

1권, 1999년 12월 1일, 서울문화사, ISBN 89-7099-056-9, 수록작품(야, 이노마!, 무지로소이다, 뻘건 망토 아가씨, 건망증)
2권, 2000년 6월 25일, 서울문화사, ISBN 89-7099-822-5, 수록작품(야, 이노마!, 산타, 왜 안오나?, TV 바보, 새해 24시, 즐거운 나의 집)
- 《빌 테면 빌어봐!》

1권, 2001년 3월 30일 초판발행, 서울문화사, ISBN 89-532-0661-8
2권, 2002년 1월 30일 초판발행, 서울문화사, ISBN 89-532-1462-9
3권, 2002년 4월 15일 초판발행, 서울문화사, ISBN 89-532-1759-8
- 《기생충》

단권, 2003년 2월 27일 초판발행, 애니북스, ISBN 89-89749-23-9
- 《왔다!》

1권, 2003년 2월 28일 초판발행, 서울문화사, ISBN 89-532-3915-X
2권, 2003년 8월 1일 초판발행, 서울문화사, ISBN 89-532-4404-8
3권, 2003년 12월 20일 초판발행, 서울문화사, ISBN 89-532-4797-3 {{isbn}}의 변수 오류: 유효하지 않은 ISBN.
4권, 2004년 5월 29일 초판발행, 서울문화사, ISBN 89-532-5203-2